# Sandra Cecchini
Anna Maria Cecchini, nota come Sandra Cecchini nel circuito WTA (Bologna, 27 febbraio 1965), è un'ex tennista italiana.
Vincitrice di 12 titoli in singolare, insieme a Raffaella Reggi è stata la miglior tennista italiana dopo il ritiro di Lea Pericoli e prima dell'avvento di Silvia Farina Elia. 
Ha concluso cinque stagioni da numero uno d'Italia e la sua migliore posizione in singolare nella classifica WTA è stata la n. 15, il 14 marzo 1988, allora la più alta mai raggiunta per una tennista italiana nell'era open. Il record, tuttavia, durò poche settimane perché il 25 aprile dello stesso anno, la sua amica-rivale Raffaella Reggi conquistò il 13º posto del ranking. 
Nel doppio, Cecchini raggiunse la posizione n. 22 aggiudicandosi 11 titoli.

## Biografia
Sandra Cecchini ha vinto 12 titoli nel singolare e precisamente: Taranto e Rio de Janeiro 1984, Barcellona 1985, Bregenz 1986, Båstad e Little Rock 1987, Strasburgo e Nizza 1988, Parigi 1989, Båstad 1990, Bol 1991 e Parigi 1992.
La sua migliore prestazione in un torneo del Grande Slam arrivò alla prima apparizione al Roland Garros, nel 1985, allorché raggiunse i quarti di finale mentre, in doppio, ha raggiunto le semifinali, sempre al Roland Garros, nel 1993, in coppia con Patricia Tarabini.
Nel doppio ha vinto undici titoli: nel 1985, a Taranto, in coppia con Raffaella Reggi; nel 1986, a Charleston, in coppia con Sabrina Goleš; nel 1988, a Båstad, nel 1989 ad Arcachon, Atene e Parigi, in coppia con Patricia Tarabini; nel 1990 all’Estoril, nel 1992, ancora a Parigi, nel 1993 a San Marino e nel 1994, in Styria, sempre in coppia con Patricia Tarabini; nel 1995, a Varsavia, in coppia con Laura Garrone.
È stata campionessa italiana assoluta di doppio nel 1983, con Sandra Raiteri e nel 1991, con Laura Golarsa. La testata specializzata Tennis Fever la pone al 10º posto tra le più grandi tenniste italiane di sempre.

## Statistiche

### Singolare: 18 (12–6)
| Vincitrice – Legenda         |
| Tornei del Grande Slam (0–0) |
| Tier I (0–0)                 |
| Tier II (0–0)                |
| Tier III (0–1)               |
| Tier IV (1–1)                |
| Tier V (5–3)                 |
| Virginia Slims (6–1)         |

| Finali per superficie |
| Cemento (2–0)         |
| Erba (0–0)            |
| Terra rossa (10–5)    |
| Sintetico (0–1)       |

| Risultato | V/S | Data           | Torneo                                            | Superficie    | Avversaria           | Punteggio        |
| --------- | --- | -------------- | ------------------------------------------------- | ------------- | -------------------- | ---------------- |
| Vittoria  | 1.  | Aprile 1984    | Trofeo Ilva, Taranto                              | Terra rossa   | Sabrina Goleš        | 6–2, 7–5         |
| Vittoria  | 2.  | Luglio 1984    | Brasil Open, Rio de Janeiro                       | Cemento       | Adriana Villagrán    | 6–3, 6–3         |
| Vittoria  | 3.  | Maggio 1985    | Barcelona Ladies Open 1985, Barcellona            | Terra rossa   | Raffaella Reggi      | 6–3, 6–4         |
| Vittoria  | 4.  | Luglio 1986    | WTA Austrian Open 1986, Bregenz                   | Terra rossa   | Mariana Pérez Roldán | 6–4, 6–0         |
| Sconfitta | 1.  | Maggio 1987    | Internationaux de Strasbourg 1987, Strasburgo     | Terra rossa   | Carling Bassett      | 3–6, 4–6         |
| Vittoria  | 5.  | Luglio 1987    | Swedish Open 1987, Båstad                         | Terra rossa   | Catarina Lindqvist   | 6–4, 6–4         |
| Vittoria  | 6.  | Novembre 1987  | Virginia Slims of Arkansas, Little Rock           | Cemento (i)   | Natalia Zvereva      | 0–6, 6–1, 6–3    |
| Vittoria  | 7.  | Maggio 1988    | Internationaux de Strasbourg 1988, Strasburgo     | Terra rossa   | Judith Wiesner       | 6–3, 6–0         |
| Sconfitta | 2.  | Luglio 1988    | Swedish Open 1988, Båstad                         | Terra rossa   | Isabel Cueto         | 5–7, 1–6         |
| Vittoria  | 8.  | Luglio 1988    | WTA Nice Open, Nizza                              | Terra rossa   | Nathalie Tauziat     | 7–5, 6–4         |
| Sconfitta | 3.  | Luglio 1989    | Portugal Open, Estoril                            | Terra rossa   | Isabel Cueto         | 6(3)–7, 2–6      |
| Vittoria  | 9.  | Settembre 1989 | Clarins Open 1989, Parigi                         | Terra rossa   | Regina Rajchrtová    | 6–4, 6(5)–7, 6–1 |
| Vittoria  | 10. | Luglio 1990    | Swedish Open 1990, Båstad                         | Terra rossa   | Csilla Bartos        | 6–1, 6–2         |
| Vittoria  | 11. | Aprile 1991    | Croatian Bol Ladies Open, Bol                     | Terra rossa   | Magdalena Maleeva    | 6–4, 3–6, 7–5    |
| Sconfitta | 4.  | Luglio 1991    | Internazionali Femminili di Palermo 1991, Palermo | Terra rossa   | Mary Pierce          | 0–6, 3–6         |
| Vittoria  | 12. | Settembre 1992 | Clarins Open 1992, Parigi                         | Terra rossa   | Emanuela Zardo       | 6–2, 6–1         |
| Sconfitta | 5.  | Settembre 1994 | Moscow Ladies Open, Mosca                         | Sintetico (i) | Magdalena Maleeva    | 5–7, 1–6         |
| Sconfitta | 6.  | Agosto 1996    | WTA Austrian Open 1996, Maria Lankowitz           | Terra rossa   | Barbara Paulus       | 15–40 ret.       |

### Doppio: 22 (11–11)
| Vittoria – Legenda           |
| Tornei del Grande Slam (0–0) |
| Tier I (0–0)                 |
| Tier II (0–0)                |
| Tier III (1–2)               |
| Tier IV (3–3)                |
| Tier V (5–3)                 |
| Virginia Slims (2–3)         |

| Finali per superficie |
| Cemento (0–0)         |
| Erba (0–0)            |
| Terra rossa (11–9)    |
| Sintetico (0–2)       |

| Risultato | V/S | DatA           | Torneo                                    | Superficie    | Compagna           | Avversarie                           | Punteggio     |
| --------- | --- | -------------- | ----------------------------------------- | ------------- | ------------------ | ------------------------------------ | ------------- |
| Vittoria  | 1.  | Aprile 1985    | Internazionali d’Italia, Taranto          | Terra rossa   | Raffaella Reggi    | Patrizia Murgo Barbara Romanò        | 1–6, 6–4, 6–3 |
| Sconfitta | 1.  | Novembre 1985  | Hilversum Trophy, Hilversum               | Sintetico (i) | Sabrina Goleš      | Marcella Mesker Catherine Tanvier    | 2–6, 2–6      |
| Vittoria  | 2.  | Aprile 1986    | WTA South Carolina, Charleston            | Terra rossa   | Sabrina Goleš      | Laura Gildemeister Marcela Skuherská | 4–6, 6–0, 6–3 |
| Sconfitta | 2.  | Luglio 1987    | Swedish Open 1987, Båstad                 | Terra rossa   | Patricia Tarabini  | Penny Barg Tine Scheuer-Larsen       | 1–6, 2–6      |
| Sconfitta | 3.  | Settembre 1987 | Clarins Open 1987, Parigi                 | Terra rossa   | Sabrina Goleš      | Isabelle Demongeot Nathalie Tauziat  | 6–1, 3–6, 3–6 |
| Vittoria  | 3.  | Luglio 1988    | Swedish Open 1988, Båstad                 | Terra rossa   | Mercedes Paz       | Linda Ferrando Silvia La Fratta      | 6–0, 6–2      |
| Sconfitta | 4.  | Luglio 1988    | WTA Aix-en-Provence Open, Aix-en-Provence | Terra rossa   | Arantxa Sánchez    | Nathalie Herreman Catherine Tanvier  | 4–6, 5–7      |
| Vittoria  | 4.  | Luglio 1989    | Arcachon Cup, Arcachon                    | Terra rossa   | Patricia Tarabini  | Mercedes Paz Brenda Schultz          | 6–3, 7–6(5)   |
| Vittoria  | 5.  | Settembre 1989 | Athens Trophy, Atene                      | Terra rossa   | Patricia Tarabini  | Silke Meier Elena Pampoulova         | 4–6, 6–4, 6–2 |
| Vittoria  | 6.  | Settembre 1989 | Clarins Open 1989, Parigi                 | Terra rossa   | Patricia Tarabini  | Nathalie Herreman Catherine Suire    | 6–1, 6–1      |
| Sconfitta | 5.  | Aprile 1990    | Eckerd Tennis Open, Tampa                 | Terra rossa   | Laura Gildemeister | Mercedes Paz Arantxa Sánchez Vicario | 2–6, 0–6      |
| Vittoria  | 7.  | Luglio 1990    | Portugal Open, Estoril                    | Terra rossa   | Patricia Tarabini  | Carin Bakkum Nicole Jagerman         | 1–6, 6–2, 6–3 |
| Sconfitta | 6.  | Settembre 1990 | WTA Austrian Open, Kitzbühel              | Terra rossa   | Patricia Tarabini  | Petra Langrová Radomira Zrubáková    | 0–6, 4–6      |
| Sconfitta | 7.  | Apr 1991       | Bol, Bol                                  | Terra rossa   | Laura Garrone      | Laura Golarsa Magdalena Maleeva      | w/o           |
| Sconfitta | 8.  | Luglio 1991    | WTA Austrian Open, Kitzbühel              | Terra rossa   | Patricia Tarabini  | Bettina Fulco Nicole Jagerman        | 5–7, 4–6      |
| Sconfitta | 9.  | Luglio 1992    | WTA San Marino, San Marino                | Terra rossa   | Laura Garrone      | Alexia Dechaume Florencia Labat      | 6(6)–7, 5–7   |
| Vittoria  | 8.  | Settembre 1992 | Clarins Open 1989, Parigi                 | Terra rossa   | Patricia Tarabini  | Rachel McQuillan Noëlle van Lottum   | 7–5, 6–1      |
| Vittoria  | 9.  | Luglio 1993    | WTA San Marino, San Marino                | Terra rossa   | Patricia Tarabini  | Florencia Labat Barbara Rittner      | 6–3, 6–2      |
| Sconfitta | 10. | Ottobre 1993   | Budapest Grand Prix Indoor, Budapest      | Sintetico (i) | Patricia Tarabini  | Inés Gorrochategui Caroline Vis      | 1–6, 3–6      |
| Sconfitta | 11. | Aprile 1994    | Trofeo Ilva, Taranto                      | Terra rossa   | Isabelle Demongeot | Irina Spîrlea Noëlle van Lottum      | 3–6, 6–2, 1–6 |
| Vittoria  | 10. | Luglio 1994    | WTA Austrian Open 1994, Maria Lankowitz   | Terra rossa   | Patricia Tarabini  | Alexandra Fusai Karina Habšudová     | 7–5, 7–5      |
| Vittoria  | 11. | Settembre 1995 | Warsaw Open, Varsavia                     | Terra rossa   | Laura Garrone      | Henrieta Nagyová Denisa Szabová      | 5–7, 6–2, 6–3 |